# إرسال (كرة المضرب)

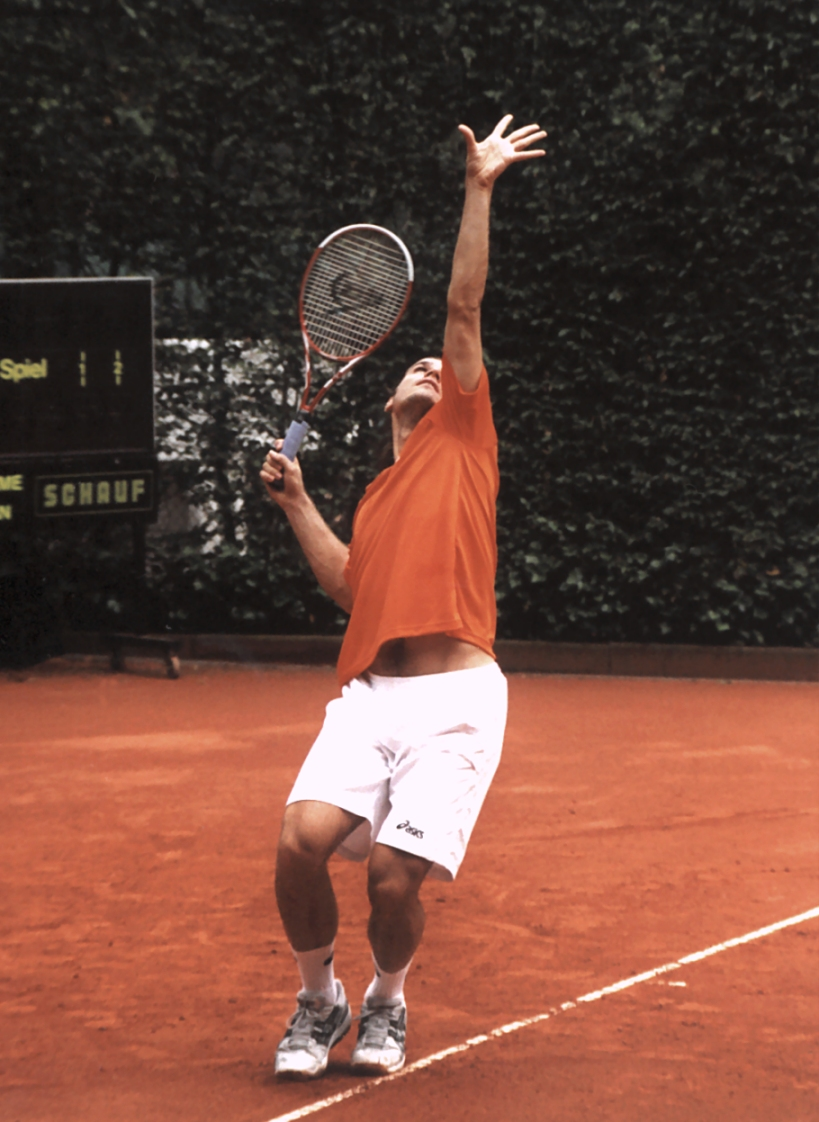
إرسال من تومي هاس

الإرسال أو الاستهلال في كرة المضرب هو ضربة لبدء نقطة. سيضرب اللاعب الكرة بمضرب حتى تسقط في مربع الإرسال المعاكس قطريًا دون أن تصدها الشبكة أو تلمسها. يبدأ اللاعبون عادةً إرسال الكرة برمي الكرة في الهواء وضربها (عادةً بالقرب من أعلى نقطة في الهواء). لا يمكن للكرة أن تلمس الشبكة إلا عند العودة وتعتبر جيدة إذا سقطت في الجانب الآخر. إذا لامست الكرة الشبكة عند الإرسال ثم انتقلت بعد ذلك إلى مربع الإرسال المناسب، يطلق عليها اسم لا محسوبة؛ هذا ليس إرسالًا قانونية في الجولات الرئيسة مع أنها ليست خطأ أيضًا. عادة ما يرسل اللاعبون فوق مستوى الرأس؛ ومع ذلك يُسمح بتقديم بالإرسال المنخفص.  بدءًا من عام 2012 حددت مدت 25 ثانية لإجراء الإرسال بين النقاط.

## القواعد
قد تؤدي محاولة الإرسال إلى إحدى النتائج التالية:
- الآص
- إرسال صحيح (good serve)
- لا محسوبة (let)
- خطأ (fault)
- منح النقطة فورًا إلى المرسل، ويندر أن يحدث ذلك.